# Île de Conflans
L’île de Conflans (ou « l’île du Bac ») est une île de la Seine qui est partie intégrante de la commune de Conflans-Sainte-Honorine.

## Historique
Jusqu’au premier quart du XIXe siècle environ, le territoire conflanais comportait trois îles de rive gauche sur la partie convexe de la boucle de la Seine.
De l’amont vers l’aval du fleuve, se trouvent : l’Isle d’En-Haut, puis l’Isle de Devant (dit aussi du Devant) et une troisième, en aval, l’Isle d’En-Bas, toutes trois désignées sur le plan d’intendance dressé en 1781 par Duchesnes, arpenteur royal de la ville et bailliage de Pontoise. Sur quelques autres cartes, cette île de Conflans est encore dénommée « île du Milieu ».
Elle appartint longtemps aux moines du Prieuré Ste-Honorine (ou, selon certains auteurs "Notre-Dame de Conflans-Sainte-Honorine" car les religieux étaient bénédictins), puis après la Révolution, à divers propriétaires dont Jules Gévelot qui en fut le dernier possesseur avant que la Commune ne l’achetât à son héritier, avec le domaine du Prieuré, en 1932.
Le bras de Seine qui la sépare de la rive gauche (où se trouve, à cet endroit, la commune d’Achères), porte le nom de « Bras Favé ». Ce bras est presque entièrement comblé : il a servi de cimetière à péniches puis des débris divers ont fini par le rattacher à la berge. Seules ses extrémités sont encore en eau. Mais en cas de crue importante, le cours d’eau reprend ses droits et entoure à nouveau cette partie conflanaise.
Le nom d’Isle d’En-Bas est devenu, sans doute par glissement de sens, « l’île du Bac » car les voyageurs et marchandises empruntant la route royale  puis nationale 184 entre Saint-Germain-en-Laye et Pontoise, franchissaient la Seine par un bac jusqu’en 1837 où fut construit le premier pont (suspendu) reliant les deux rives. Il y eut de nouveau un bac, en 1940, à la suite du pétardage du pont par le Génie militaire français. Ce bac reprit encore du service en mai 1944 car ce pont, rétabli peu après l’entrée des troupes allemandes, avait été bombardé par les alliés trois mois avant la retraite de ces mêmes troupes.
La municipalité de Conflans envisage divers projets d’aménagement de cette ancienne île (terrains de sport, de détente, de promenade).